# Orfeo ed Euridice (Canova)
Orfeo ed Euridice, un gruppo scultoreo in pietra di Vicenza (altezza m 2,04) di Antonio Canova, realizzato nel 1775 - 1776 e custodito nel Salone da ballo del Museo Correr a Venezia. Rappresenta la principale opera giovanile dell'artista, nato a Possagno nel 1757.
Le sculture sono ispirate al mito di Orfeo, contenuto ne Le metamorfosi di Ovidio e nelle Georgiche di Virgilio; lungo il basamento, un'iscrizione riporta alcuni versi dei due poeti latini.Le due figure sono complementari e raffigurano l'attimo in cui Orfeo, tornando in superficie dall'Ade è preso dal dubbio che l'ombra della moglie Euridice lo segua veramente e si volta. In quell'istante disperato vede per l'ultima volta la moglie Euridice, che con un gesto di sgomento e rimprovero, comincia a svanire, perché è costretta a tornare indietro nell'Ade.
L'opera prese forma a Venezia, dove Canova compì i primi studi, alternandosi tra la città dei dogi e Asolo.
Il gruppo era destinato a decorare il giardino della casa di campagna della famiglia veneziana dei Falier. L'opera procurò un'iniziale notorietà all'artista, a seguito dell'esposizione presso la fiera della Sensa del 1776.